# Ihlow (Oberbarnim)

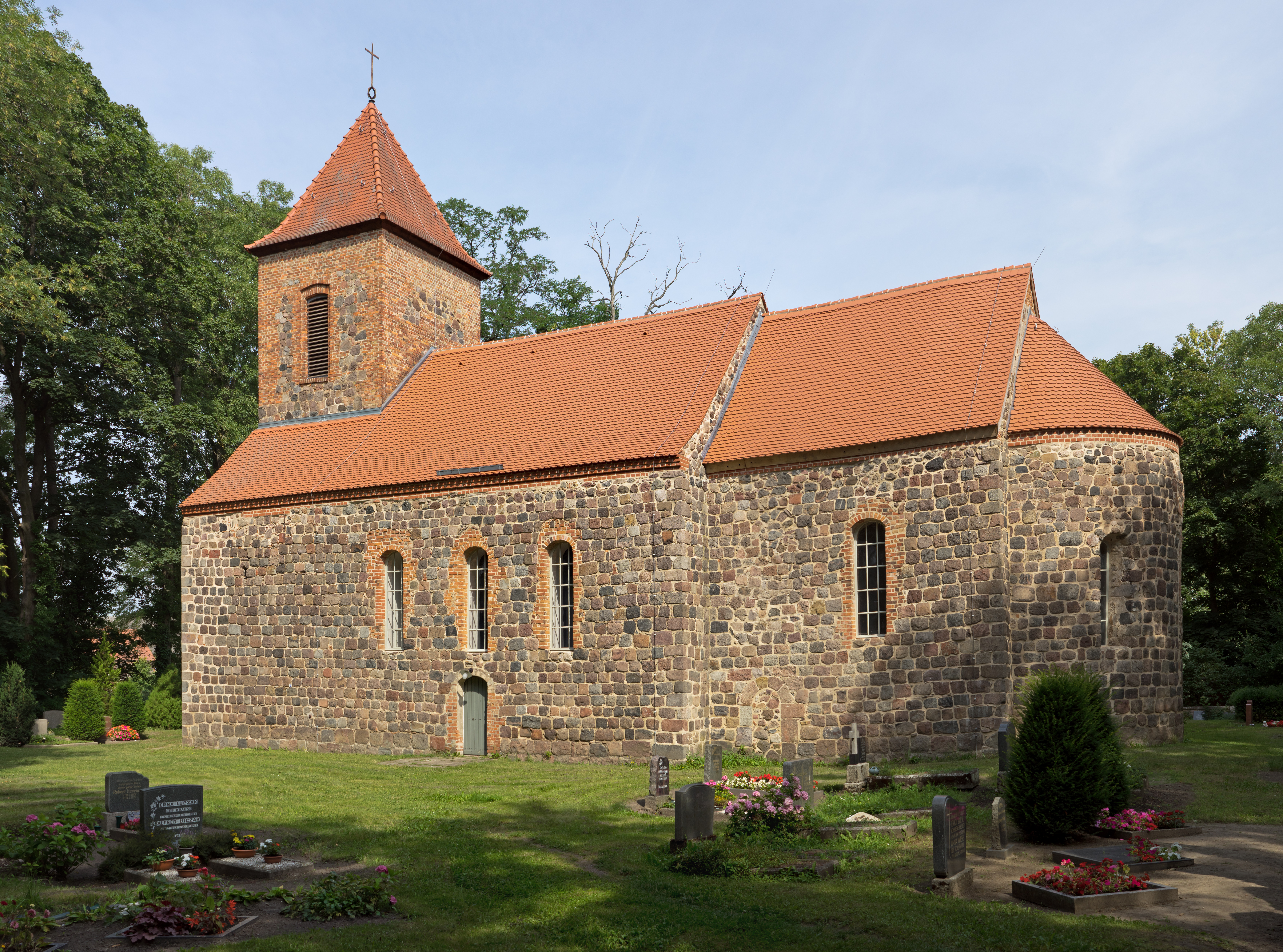
Ihlower Kirche aus dem 13. Jahrhundert

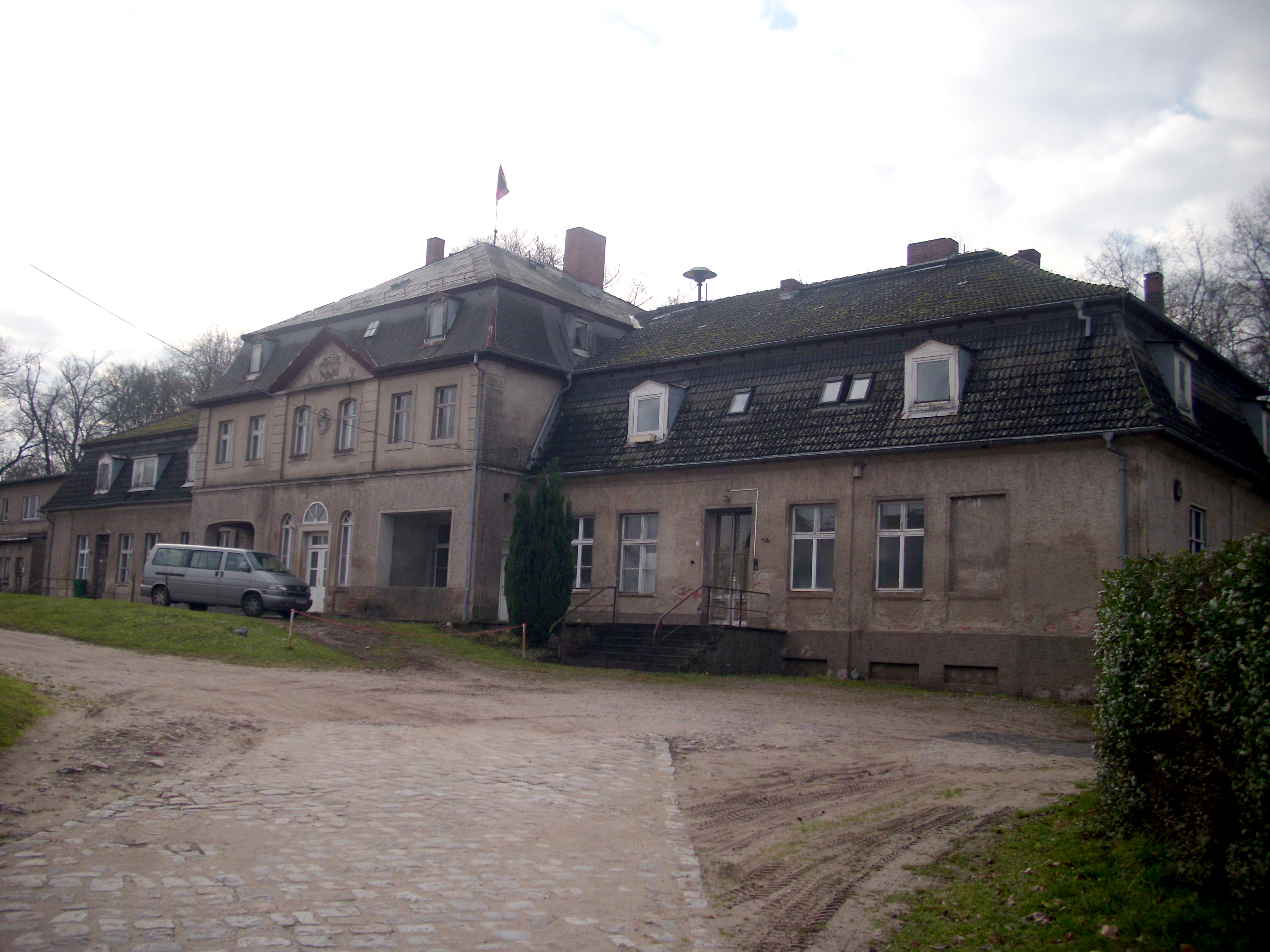
Schloss Ihlow

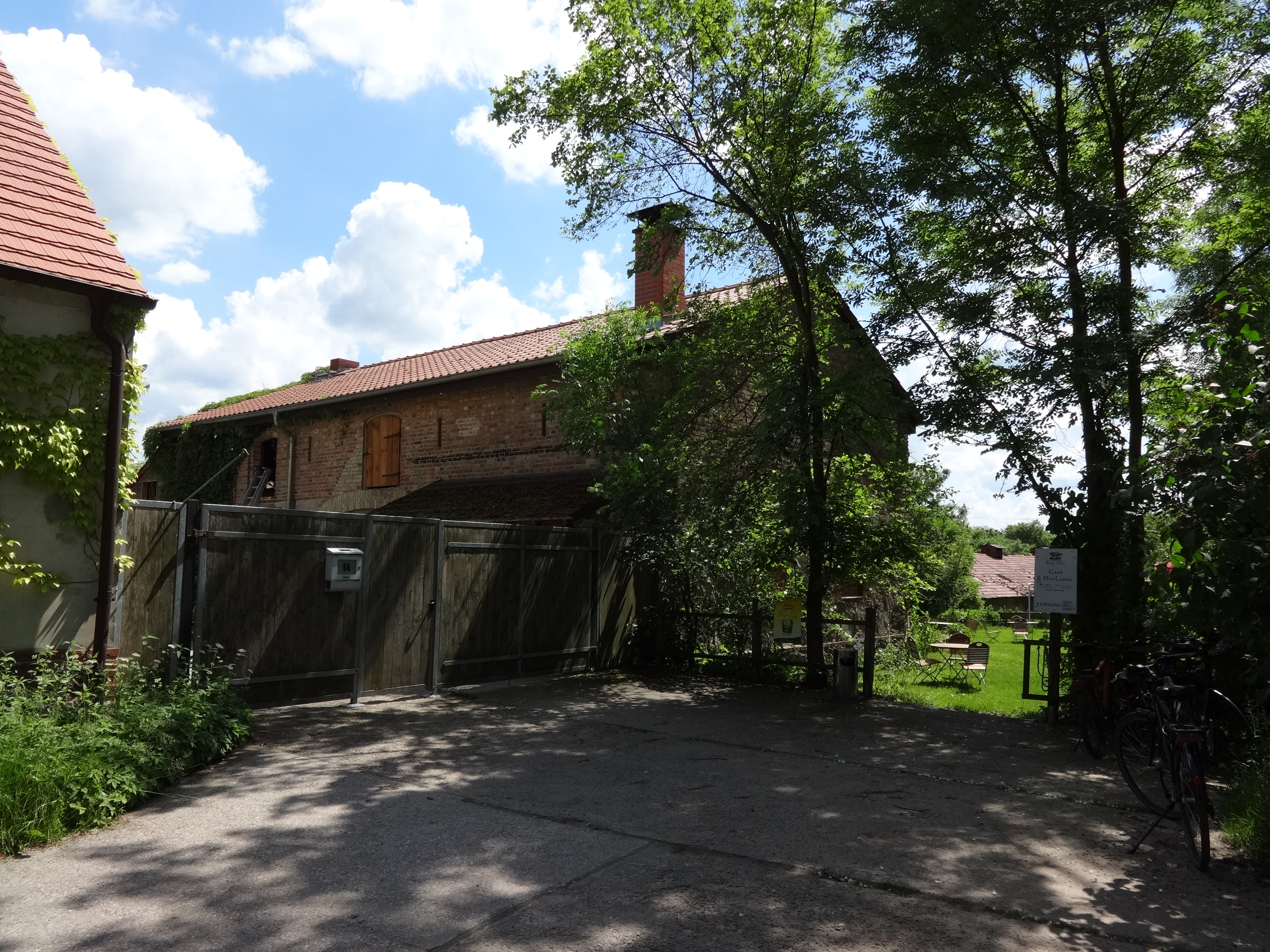
Impression aus Ihlow (Oberbarnim)

Ihlow ist ein Ortsteil in der Gemeinde Oberbarnim im Brandenburger Landkreis Märkisch-Oderland. Das im 14. Jahrhundert erstmals urkundlich erwähnte Dorf liegt auf dem südöstlichen Barnim im Naturpark Märkische Schweiz. Es wird vom Amt Märkische Schweiz verwaltet. Der Ortsteil hatte am 1. Januar 2000 154 Einwohner.

## Etymologie und Geschichte
Das Dorf wird um 1320 in Verbindung mit Tylo de Hylowe erwähnt. Urkundlich ist erstmals in einem Landbuch Karls IV. im Jahr 1375 von einem Ort namens Ihlow die Rede. Der Name stammt aus der slawischen Sprache und bedeutet ungefähr „Wohnstätte auf moorigem Grund“ oder „Ort, wo es weißen Lehm, Ton gibt“. Der Ort war seit 1375 Rittersitz der von Ihlow und der von Eichendorff. Sie besaßen zwei Höfe mit 14 und 11 Hufen bzw. zwei Höfe mit 12 und 17 Hufen. Aus dem Jahr 1658 ist ein Dorfschulmeister Baltasar Barth bekannt; 1698 ein Schneider und Schulmeister Jürgen Christoph Bartz. Seit dem Jahr 1721 muss eine Schmiede der Familie Wiese im Dorf existiert haben. Im Jahr 1740 ist ein Übertrag des Besitzes auf die Familie von Bredow verzeichnet. Stifter der Linien von Bredow-Ihlow war Adolf von Bredow (1763–1852). Ihm ist 1806 die frühe Gründung des Familienfideikommiss Ihlow zuzuschreiben. In der ersten Hälfte des 18. Jahrhunderts entstand das Schloss Ihlow. Es wurde nach 1900 erheblich umgebaut. Als Bauherr fungierten die Bredowschen Nachfahren. Albert von Bredow (1799–1876) war Domdechant zu Dom Brandenburg, Ritterschaftsrat und Leutnant a. D., verheiratet mit Hermine von Bredow-Senzke. Ihnen folgte der Sohn und Johanniterritter Adolf von Bredow-Ihlow (1827–1885), seine Frau war die Generalstochter Sophie von Knoblauch, die in 1826 Sanssouci geboren wurde und 1897 in Berlin starb. Ihr Sohn Dietrich von Bredow (1858–1896) folgte im Gutsbesitz auf Ihlow und Ringenwalde, liiert mit Melanie von Wulffen-Pietzpuhl. Das letztmals 1929 publizierte Güter-Adressbuch der Provinz Brandenburg erwähnt für die Besitzungen des Rittergutes Ihlow 834 ha sowie für das verpachtete Rittergut Ringenwalde 1057 ha. Eigentümer waren die Eberhard von Bredow’schen Erben.
1946 erfolgt eine Enteignung der Bauern. 429,5 Hektar werden neu verteilt. 27 Landarbeiter und bislang landlose Bauern erhielten insgesamt 307 Hektar, 16,5 Hektar gingen an landarme Bauern und weitere 106 Hektar an Umsiedler sowie an die Gemeinde. 1953 löste sich die erste Landwirtschaftliche Produktionsgenossenschaft auf. Ein Jahr später erfolgte eine Neugründung mit neun Mitgliedern, die gemeinschaftlich 32 Hektar bewirtschaften. Zur Zeit der DDR wurde das Schloss als Kindergarten, Gaststätte und als HO-Lebensmittelladen genutzt.
1996 wurde ein Biohof gegründet. Versuche, das Schloss als Seminarstätte zu nutzen, blieben erfolglos. 2000 erhielt das Dorf die Auszeichnung „Naturparkgemeinde in der Märkischen Schweiz“. Die Eingemeindung nach Oberbarnim erfolgte im Jahr 2003.

## Bauwerke
- Die Gutsanlage mit dem barocken Schloss aus dem 18. Jahrhundert sowie den Nebengebäuden, einem Stall, einer Remise und einer Brennerei, stehen unter Denkmalschutz. Im Gutspark befindet sich das Familiengrab derer von Bredow.
- Evangelische spätromanische Dorfkirche aus dem 13. Jahrhundert. Im Chor wurden bei Restaurierungsarbeiten Rötelzeichnungen entdeckt.

## Regelmäßige Veranstaltungen und Sport
- Im Rahmen der Brandenburger Landpartie[5] veranstaltet der Förderverein der Freiwilligen Feuerwehr Ihlow[6] jährlich das Ihlower Lichterfest.
- Durch den Ort verläuft die Oberbarnimer Feldsteinroute.

## Söhne und Töchter (Auswahl)
- Karl von Bredow-Buchow-Carpzow (1832–1904), preußischer Politiker und Mitglied des Preußischen Herrenhauses, geboren in Ihlow
- Erna Wazinski (1925–1944), deutsches NS-Opfer des nationalsozialistischen Sondergerichts Braunschweig, geboren in Ihlow

## Trivia
Die Fernsehfilme über Polizeihauptmeister Krause mit Horst Krause in der Titelrolle werden in Ihlow und Umgebung gedreht.